# Аданская конференция
Аданская конференция — совещание премьер-министра Англии У. Черчилля с президентом Турецкой республики Исметом Инёню в Адане 30—31 января 1943 года.
Черчилль отправился в Адану сразу же после Касабланской конференции, в виду чего он, по словам официального коммюнике, смог говорить с полным знанием позиции президента Рузвельта, который тепло приветствовал предложение об организации этой встречи.
На конференции была установлена идентичность взглядов по всем основным вопросам, касающимся положения в Европе, и особенно в тех районах, в которых Турция непосредственно заинтересована, и достигнуты соглашения о материальной помощи Турции со стороны Великобритании и США, а также по обсуждавшимся в беседах послевоенным проблемам.
Наиболее важным было решение Англии и США снабдить Турцию современными видами вооружения, чтобы побудить её вступить в войну против Германии и этим создать для западных держав выгодные политические позиции на Балканах до появления Советской Армии.
После Аданской конференции в Турцию прибыла английская военная миссия для наблюдения за ходом поставок и оказания содействия турецкой армии по внедрению нового вооружения. Дальнейшим развитием англо-турецких отношений в духе Аданской конференции явилась встреча в Каире в декабре 1943 года, породившая в мировой печати слухи о близком вступлении Турции в войну против гитлеровской Германии. Однако Турция, получив оружие от Англии и США, воздержалась от вступления в войну и даже продолжала снабжать Германию стратегическим сырьём (хром). В марте 1944 года, убедившись в нежелании турецкого правительства участвовать в военных действиях, Англия прекратила поставки вооружения и отозвала свою военную миссию из Турции.
23 февраля 1945 года Турция объявила войну Германии и Японии, но этот акт имел лишь символическое значение. Фактически он был вызван желанием Англии и США обеспечить участие Турции в Сан-Францисской конференции 1945 года и использование турецкой дипломатии в интересах западных держав.